# Rajd Szwecji 2013

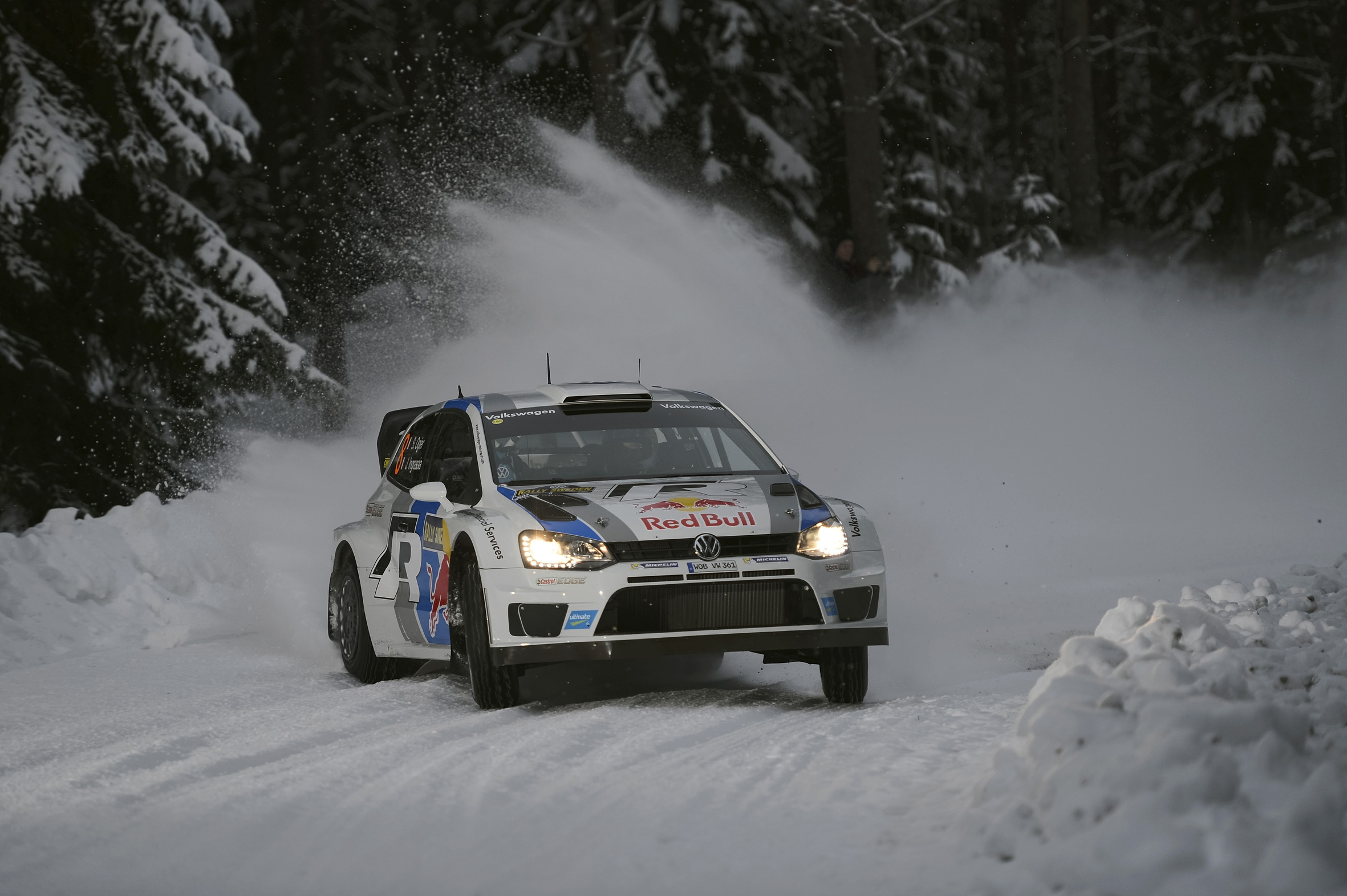
Sébastien Ogier podczas rajdu

Rajd Szwecji był 2. rundą Rajdowych Mistrzostw Świata 2013. Odbył się w dniach 7–10 lutego, a jego bazą było szwedzkie miasto Hagfors nieopodal Karlstadu. Rajd był także 2. rundą Mistrzostw Świata Samochodów S2000 (SWRC).
Rajd wygrał Sébastien Ogier, dla którego była to 8. wygrana w karierze, pierwsza w Rajdzie Szwecji i pierwsza w sezonie. Drugie miejsce zajął obrońca tytułu Sébastien Loeb, a trzecie Mads Østberg, który powtórzył swój wynik z poprzedniego sezonu. Ogier został drugim kierowcą spoza Skandynawii, który kiedykolwiek zwyciężał w szwedzkim rajdzie. Dla reprezentowanego przez niego zespołu Volkswagen Motorsport było to pierwsze zwycięstwo w historii (w zaledwie drugim starcie).
W klasyfikacji SWRC najszybszy okazał się Yazeed Al-Rajhi jeżdżący Fordem Fiestą RRC, który w klasyfikacji ogólnej zajął 10. miejsce.

## Wyniki (punktujący zawodnicy)
| Poz.                | Nr                  | Kierowca             | Pilot                | Zespół                      | Samochód                       | Klasa               | Czas                | Strata              | Punkty              |
| Klasyfikacja główna | Klasyfikacja główna | Klasyfikacja główna  | Klasyfikacja główna  | Klasyfikacja główna         | Klasyfikacja główna            | Klasyfikacja główna | Klasyfikacja główna | Klasyfikacja główna | Klasyfikacja główna |
| ------------------- | ------------------- | -------------------- | -------------------- | --------------------------- | ------------------------------ | ------------------- | ------------------- | ------------------- | ------------------- |
| 1                   | 8                   | Sébastien Ogier      | Julien Ingrassia     | Volkswagen Motorsport       | Volkswagen Polo R WRC          | WRC                 | 3:11:41.9           | 0.0                 | 28                  |
| 2                   | 1                   | Sébastien Loeb       | Daniel Elena         | Citroën Total Abu Dhabi WRT | Citroën DS3 WRC                | WRC                 | 3:12:23.7           | +41.8               | 18                  |
| 3                   | 4                   | Mads Østberg         | Jonas Andersson      | Qatar M-Sport WRT           | Ford Fiesta RS WRC             | WRC                 | 3:13:06.4           | +1:24.5             | 16                  |
| 4                   | 7                   | Jari-Matti Latvala   | Miikka Anttila       | Volkswagen Motorsport       | Volkswagen Polo R WRC          | WRC                 | 3:13:12.5           | +1:30.6             | 14                  |
| 5                   | 11                  | Thierry Neuville     | Nicolas Gilsoul      | Qatar World Rally Team      | Ford Fiesta RS WRC             | WRC                 | 3:16:48.3           | +5:06.4             | 10                  |
| 6                   | 15                  | Juho Hänninen        | Tomi Tuominen        | Qatar World Rally Team      | Ford Fiesta RS WRC             | WRC                 | 3:17:25.0           | +5:43.1             | 8                   |
| 7                   | 21                  | Martin Prokop        | Michal Ernst         | Jipocar Czech National Team | Ford Fiesta RS WRC             | WRC                 | 3:23:07.3           | +11:25.4            | 6                   |
| 8                   | 16                  | Henning Solberg      | Emil Axelsson        | Henning Solberg             | Ford Fiesta RS WRC             | WRC                 | 3:23:34.6           | +11:52.7            | 4                   |
| 9                   | 5                   | Jewgienij Nowikow    | Ilka Minor           | Qatar M-Sport WRT           | Ford Fiesta RS WRC             | WRC                 | 3:24:46.6           | +13:04.7            | 2                   |
| 10                  | 35                  | Yazeed Al-Rajhi      | Michael Orr          | Yazeed Racing               | Ford Fiesta RRC                | WRC-2               | 3:28:08.9           | +16:27.0            | 1                   |
|                     |                     |                      |                      |                             |                                |                     |                     |                     |                     |
| 14                  | 12                  | Michał Kościuszko    | Maciej Szczepaniak   | Lotos Team WRC              | Mini John Cooper Works WRC     | WRC                 | 3:36:50.8           | +25:08.9            |                     |
|                     |                     |                      |                      |                             |                                |                     |                     |                     |                     |
| 17                  | 2                   | Mikko Hirvonen       | Jarmo Lehtinen       | Citroën Total Abu Dhabi WRT | Citroën DS3 WRC                | WRC                 | 3:43:00.9           | +31:19.0            |                     |
|                     |                     |                      |                      |                             |                                |                     |                     |                     |                     |
| 27                  | 6                   | Matthew Wilson       | Giovanni Bernacchini | Qatar M-Sport WRT           | Ford Fiesta RS WRC             | WRC                 | 4:07:29.2           | +55:47.3            |                     |
| WRC-2               |                     |                      |                      |                             |                                |                     |                     |                     |                     |
| 1 (10.)             | 35                  | Yazeed Al-Rajhi      | Michael Orr          | Yazeed Racing               | Ford Fiesta RRC                | WRC-2               | 3:28:08.9           | 0.0                 | 25                  |
| 2 (11.)             | 42                  | Anders Grøndal       | Trond Svendsen       | Anders Grøndal              | Subaru Impreza WRX STi         | WRC-2               | 3:28:52.4           | +43.5               | 18                  |
| 3 (13.)             | 32                  | Sepp Wiegand         | Frank Christian      | Škoda Auto Deutschland      | Škoda Fabia S2000              | WRC-2               | 3:32:14.0           | +4:05.1             | 15                  |
| 4 (15.)             | 34                  | Yuriy Protasov       | Kuldar Sikk          | Symtech Racing              | Subaru Impreza STi R4          | WRC-2               | 3:37:10.2           | +9:01.3             | 12                  |
| 5 (16.)             | 41                  | Nicolàs Fuchs        | Fernando Mussano     | Nicolàs Fuchs               | Mitsubishi Lancer Evolution X  | WRC-2               | 3:42:58.7           | +14:49.8            | 10                  |
| 6 (19.)             | 40                  | Arman Smailov        | Andrey Rusov         | Arman Smailov               | Subaru Impreza WRX STi         | WRC-2               | 3:48:00.9           | +19:52.0            | 8                   |
| 7 (23.)             | 38                  | Ricardo Triviño      | Àlex Haro            | Moto Club Igualda           | Mitsubishi Lancer Evolution X  | WRC-2               | 3:57:28.0           | +29:19.1            | 6                   |
| 8 (26.)             | 36                  | Rashid Al-Ketbi      | Karina Hepperle      | Skydive Dubai Rally Team    | Škoda Fabia S2000              | WRC-2               | 4:06:11.4           | +38:02.5            | 4                   |
| 9 (28.)             | 45                  | Alexander Villanueva | Oscar Sanches        | Alexander Villanueva        | Mitsubishi Lancer Evolution X  | WRC-2               | 4:10:56.8           | +42:47.9            | 2                   |
| 10 (31.)            | 43                  | Martin Hudec         | Jacub Kotál          | Semerád Rally Team          | Mitsubishi Lancer Evolution IX | WRC-2               | 4:40:08.2           | +1:11:59.3          | 1                   |

1. ↑  Oznaczenie WRC w klasie informuje, iż tylko ci kierowcy zdobywali punkty dla swoich zespołów liczonych w klasyfikacji producentów na koniec sezonu.

### Odcinki specjalne
| Szwecja  | Mitandersfors |
| Norwegia | Mitandersfors |

| Szwecja | Torsby        |
| Szwecja | (Power stage) |

## Klasyfikacja po 2 rundzie

### Kierowcy
| Lp. | Kierowca           | Pkt |
| --- | ------------------ | --- |
| 1   | Sébastien Ogier    | 46  |
| 2   | Sébastien Loeb     | 43  |
| 3   | Mads Østberg       | 23  |
| 4   | Daniel Sordo       | 15  |
| 5   | Jari-Matti Latvala | 14  |

### Producenci
| Lp. | Producent                      | Pkt |
| --- | ------------------------------ | --- |
| 1   | Citroën Total Abu Dhabi WRT    | 57  |
| 2   | Volkswagen Motorsport          | 55  |
| 3   | Qatar M-Sport World Rally Team | 31  |
| 4   | Abu Dhabi Citroën Total WRT    | 15  |
| 5   | Lotos Team WRC                 | 12  |